# Stazione di Grotte di Castellana
La stazione di Grotte di Castellana è una fermata ferroviaria della ferrovia Bari-Taranto.
Serve le grotte di Castellana, ricomprese nel territorio del comune di Castellana Grotte, nella città metropolitana di Bari.
La fermata è gestita dalle Ferrovie del Sud Est ed è entrata in servizio nel 1991.
Da giugno 2019 al 9 giugno 2024 la stazione non è stata attiva per lavori di potenziamento infrastrutturale della linea e per tale motivo fu predisposto un servizio automobilistico sostitutivo.
Dal 9 giugno 2024 la stazione riapre insieme al tratto Rutigliano-Putignano.

## Servizi
La fermata dispone di:
- Area per l'attesa

- Accessibilità per portatori di handicap

## Movimento
La stazione è servita dai treni regionali svolti dalle Ferrovie del Sud Est nella relazione Putignano - Rutigliano della linea 1.